# 陈耀衢
陈耀衢（1881年1月18日—1949年10月16日），民国时期旅暹侨领，生于广东省潮阳县华美村一户贫苦家庭。光绪二十二年（1896年），仅15岁就过番到暹罗讨生活，数年后有所积蓄而创办一制冰厂，并与朋友参股合办金首饰公司。后成为泰京最有威望之一的企业家。于宣统元年（1909年），陈耀衢加入同盟会，后又转为国民党党员。其时陈耀衢为孙中山在泰国主要凑款的侨领，主要义举包括1921年他带所凑得的180万银元回国，1926年与马元利被暹罗华侨推为代表，携带筹集的巨款回国，送广州国民政府水上飞机一架，又代表旅暹潮阳华侨送飞机一架，还派来三名飞行员，包括后来在武汉会战空战表现出色的郭汉庭少将，来支持国民革命军北伐。
陈耀衢还非常重视教育，1920年在泰京创办中文学校醒民学校，同时还兼任黄瑰学校校董；并在家乡潮阳，出资创办界河中学、养正、桂山、笃光学校。1949年病逝于泰京。另外由于陈耀衢的国民党身份，其在大陆的子女情况都不是很好，如其大女儿陈筱卿土改在潮阳铜盂被逼死，其他人员甚至要靠乞讨为生。